# Via dei Renai
Via dei Renai è una strada del centro storico di Firenze, zona San Niccolò (Oltrarno), che va da via dell'Olmo/via del Giardino dei Serristori a piazza de' Mozzi, aprendosi per un tratto sul lato nord con la piazza Demidoff.

## Storia

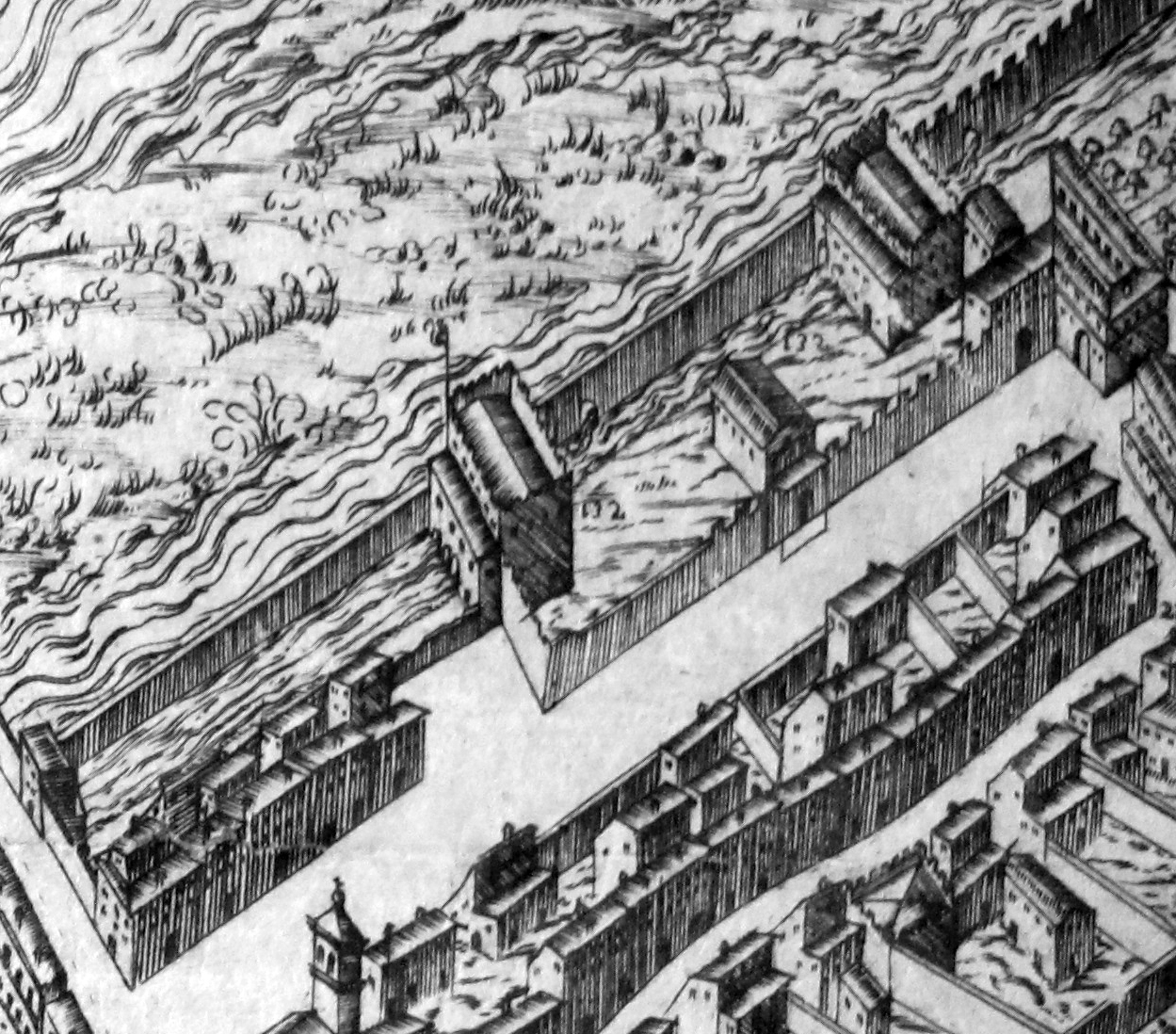
La zona del Renaio e delle Mulina nella pianta del Buonsignori (1584-1594)

La denominazione ha origine da un 'renaio' dell'Arno, cioè un deposito di rena alimentato dal fiume che si estendeva in questa zona, da cui i renaioli estraevano materiale ghiaioso per l'edilizia.
Qui esistette anche un importante mulino, attivo fino all'Ottocento, a cui si deve il vecchio nome di piazza delle Mulina, che si estendeva fino a comprendere l'attuale piazza Giuseppe Poggi. Tali "muline", che secondo Giorgio Vasari furono iniziate da Giovanni Pisano e compiute da Taddeo Gaddi dopo il 1346, furono demolite negli anni di Firenze Capitale (1865-1871) per realizzare il lungarno Serristori e per creare la piazza Demidoff (da datarsi tra il 1869 e il 1871) con il relativo giardino, nell'ambito del progetto generale di ingrandimento della città definito da Giuseppe Poggi per rispondere alle nuove esigenze della capitale. 
A proposito dell Mulina, nel depositi del Museo di San Marco si conserva una lapide con un bando, nello stile dei Signori Otto, che vietava l'andirivieni dei mugnai passando per le fortificazioni di questo tratto d'Arno, datata 1578 e verosimilmente staccata al tempo della creazione del Lungarno:
| SI PROIBISCE · A · MVGNAI · ET · A · QVAL · SI VOGLI · ALTRA · PERSONA · LENTRARE · ET · VSCIRE · PERLE · MVRA · DELLE · MVLINA · SOTTO · PENA · DELLE · FORCHE · DI · SETTEMBRE A XXVI · M · DLXXVIII |

L'intervento ottocentesco non incise comunque più di tanto sul tracciato della via dei Renai, se non per gli edifici posti nell'ultimo tratto sul lato destro (i precedenti immobili furono espropriati con perizie dovute a Felice Francolini), visto che già da tempo la via si era definita con un'unica cortina di case sul lato sinistro, molte delle quali furono riconfigurate dopo il cantiere ottocentesco, che accrebbe non poco il valore delle case della zona.

## Descrizione
Rispetto al giardino e al lungarno la via si presenta come depressione, a dare ragione dell'antico deposito di rena che appunto qui si determinava per il brusco dislivello rispetto al fiume.

### Edifici
| Immagine | N°    | Nome                   | Descrizione |
| -------- | ----- | ---------------------- | --- |
|          | 2     | Palazzo Serristori     | |
|          | 5-7   | Palazzo Demidoff Amici | Il palazzo è stato nel corso del tempo proprietà dei Vitelli, quindi dal 1700 dei Rondinelli, dei Redditi, dei Demidoff (1824) e infine della famiglia Amici. Nel 1834 il palazzo fu interessato da un impegnativo intervento condotto dall'architetto Giuseppe Martelli, essenzialmente teso a dare dignità e luce al prospetto allora secondario su via dei Renai, già occupato da stalle e rimesse, che comportò anche la costruzione dell'attuale scala principale. Su questo lato si presenta nelle forme seicentesche assunte a seguito di un intervento di Alfonso Parigi il Giovane, che comunque si mantenne nell'ambito di un disegno ancora sostanzialmente cinquecentesco, con tre alti piani (ciascuno con mezzanino) organizzati su sette assi. Al piano terreno è un ampio portone incorniciato da bugnato, affiancato da sei finestre di dimensioni diverse, in parte doppie, profilate da listre di pietra.                                                     |
|          | Casa  | 11                     | Si tratta di un grande casamento con il prospetto articolato su quattro piani per cinque assi, con la parte basamentale in bozze di pietra. Il disegno del fronte, databile alla prima metà dell'Ottocento, semplice ed elegante, è arricchito da un balcone posto al piano nobile, con ringhiera in ferro. L'edificio è stato recentemente restaurato (verso il 2020) e rinnovato nella tinteggiatura. |
|          | 23-25 | Palazzo Alamanni       | Di probabile fondazione trecentesca, il palazzo ha subito nel tempo innumerevoli trasformazioni in ragione dei moltissimi cambi di proprietà: probabilmente in origine dei Cambiagi divenne ai primi del Quattrocento degli Alamanni, e a lungo fu la dimora più importante e sontuosa tra quelle che la famiglia possedeva nella zona, dove verosimilmente nacque a Luigi Alamanni. Nel 1836 fu acquistato da Carolina Ungher, celebre cantante che qui visse col marito François Sabatier. Egli, convinto seguace di Charles Fourier, vi fece realizzare da suoi amici artisti francesi un singolare ciclo di pittura e scultura ispirato all'utopia sociale, con raffigurati numerosi uomini illustri a esemplificare il ruolo delle arti nel pensiero fourierista. Oggi questa sala fa parte della sede del Consiglio Notarile dei Distretti Riuniti di Firenze Pistoia e Prato, con accesso da via dei Renai.                                                               |
|          | 27    | Casamento              | Sul portale dell'esteso edificio, di ciqnue assi su tre piani, si trova uno stemma alla banda e due stelle che, nell'asenza degli smalti, potrebbe corrispondere a più di una famiglia. |
|          | 37    | Museo Bardini          | Era qui l'antica chiesa di San Gregorio della Pace, fondata dalla famiglia Mozzi nel 1273, e l'annesso convento dei Padri del Belmorire, quindi soppresso nel 1775. Acquistato l'intero complesso negli anni settanta dell'Ottocento dall'antiquario Stefano Bardini, l'attuale palazzo fu eretto tra il 1881 e il 1883, su progetto dello stesso antiquario con la collaborazione dell'architetto Corinto Corinti, inglobando appunto la duecentesca chiesa con il suo convento. Tra le varie versioni del progetto, per quanto riguarda la facciata, si conservano due disegni che ipotizzano, il primo una decorazione a graffiti in sintonia con quanto propone l'antistante palazzo Torrigiani Nasi, il secondo nicchie predisposte ad accogliere statue. Nella costruzione Bardini reimpiegò pezzi architettonici ed elementi strutturali e decorativi di epoche diverse, acquistati sul mercato del tempo. Dopo la sua morte, nel 1925, aprì come sede del Museo Bardini. |

### Lapidi
Su palazzo Serristori si trovano due lapidi che ne ricordano peisodi della sua storia. La più antica si trova presso l'ingresso principale e ricorda il soggiorno e la morte di Giuseppe Bonaparte:
| GIVSEPPE BVONAPARTE RE DI SPAGNA QVI TRASCORSE CON LA FAMIGLIA GLI VLTIMI ANNI DELLA SVA VITA AVVENTVROSA E QVI MORÌ IL 28 LVGLIO 1844. |

Su piazza Demidoff, ma visibile anche dalla via, si trova la seconda:
| QVESTO PALAZZO DA LORENZO DI AVERARDO SERRISTORI VESCOVO DI BITETTO INALZATO NEL MDXV FV STANZA A MALATESTA BAGLIONI SLEALE CAPITANO DELLE MILIZIE FIORENTINE DVRANTE IL MEMORABILE ASSEDIO E DAL CONTE ALFREDO DI LVIGI DEL SENATORE AVERARDO EBBE COMPIMENTO NEL MDCCCLXXIII |

Un'altra lapide si trova sulla facciata di palazzo Demidoff Amici e ricorda lo scienziato Giovanni Battista Amici:
| GIOVAN BATISTA AMICI NATO IL 23 MARZO 1786 A MODENA MORIVA IL 10 APRILE 1863 A FIRENZE OVE MOLTI ANNI PROFESSÒ ASTRONOMIA ESIMIO ARTEFICE E PERFEZIONATORE DEL TELESCOPIO E DEL MICROSCOPIO CHE TANTI GLI SVELÒ SEGRETI DI NATURA UOMO DI LIBERI SENSI DI VIRTÙ ANTICHE DI SEMPLICI COSTUMI PROFONDAMENTE RELIGIOSO DELLA PATRIA AMANTISSIMO IL MUNICIPIO ALLA CASA DI LUI PONEVA |

Al n. 17, dove esiste tuttora un bar, è ricordato da una lapide del 2017 il Bar Necchi, set di alcune memorabili scene del film Amici miei di Mario Monicelli (1975):
| QUI DAVANTI AL "BAR NECCHI" I PERSONAGGI DEL FIM "AMICI MIEI" DI MARIO MONICELLI VIVONO SEMPRE NEL RICORDO DEI FIORENTINI IL COMUNE DI FIRENZE POSE NELL'ANNO 2017 |

Al n. 31, poco oltre lo stipite dei portali al piano terra, si trova una lapide del livello raggiunto dalle acque d'Arno durante l'alluvione del 4 novembre 1966:

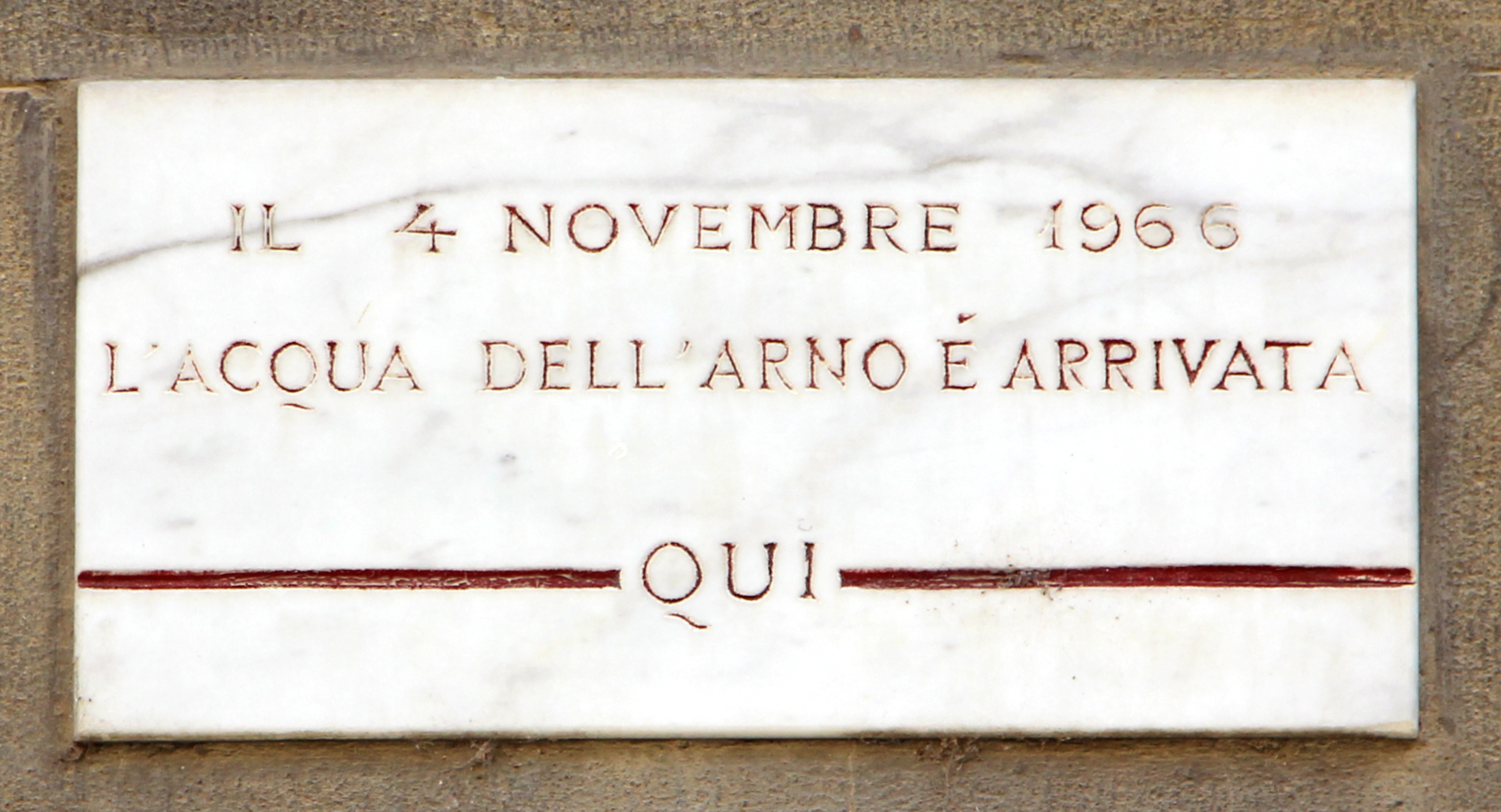
Lapide dell'alluvione del 1966

Altre simili si trovano anche al n. 13 e nel cortile del n. 15.
Al n. 8, in facciata, si trova una lapide antica, inspiegabilmente ignorata dai principali studi topografici cittadini, che ricorda i miglioramenti alla casa effettuati dal rettore Anton Francesco Maria d'Agliana della cappella del Santissimo Rosario  in San Niccolò Oltrarno, a cui questo edificio era stato assegnato da Donato Spiombi:
| D. O. M. DOMVM HANC CAPP.AE SS.MI ROSARII PRO DOTE ASSI GNATAM A FAMILIA QDM DNI DONATIDE SPIOMBIS ANTONIVS FRANCISCVS M.A FRANCISCI D'AGLIAN SACERDOS & CIVIS FLNVS PRESENSQUE RECTOR AVXIT, ORNAVIT & IN HANC FORMAM REDEGIT VT PATET IN CANCELLARIA ARCHIEPISCOPALS FLORENTINA, DIE VIGESIMA.OCTAVA MAII ANNO DOMINI MDCCXXVII |

Traduzione: «A Dio Ottimo Massimo. Questa casa, assegnata come dote alla Cappella del Santissimo Rosario dalla famiglia del fu signor Donato degli Spiombi,
Anton Francesco Maria, figlio di Francesco, d'Agliana,
sacerdote e cittadino fiorentino, nonché attuale rettore,
la ampliò, la ornò e la ridusse alla presente forma,
come risulta dalla Cancelleria Arcivescovile di Firenze,
al giorno 28 di maggio, nell'anno del Signore 1727.»